# San Pedretto
San Pedretto o San Pietro in Corte (San Padrëtt in dialetto piacentino) è una frazione dei comuni di Castelvetro Piacentino e Monticelli d'Ongina. 
Al 21 ottobre 2001 contava 318 abitanti, di cui 160 nel comune di Castelvetro Piacentino e 158 in quello di Monticelli d'Ongina.

## Geografia fisica
Si estende ai lati della Strada Provinciale 462R di Val d'Arda (SP462R), a un chilometro dalla sua intersezione con la Strada Statale 10 (SS10) in località Cristo; dista da Castelvetro Piacentino km 5, da Monticelli d'Ongina 5,2, da Cremona 9,3, da Piacenza 27,2, da Fidenza 31,8. È principalmente nota per la presenza del Santuario della Beata Vergine Addolorata.
L'agglomerato urbano è composto da tre nuclei distinti brevemente distanziati: il primo in località Scacciacarrozza, sulla destra della Provinciale in direzione Cortemaggiore, prima del cavalcavia ferroviario Piacenza-Cremona; il secondo raccolto attorno alla chiesa parrocchiale; il terzo, e il maggiore, poco più oltre: è chiamato San Pedretto, denominazione diventata di uso comune per l'intera frazione.
La parte più antica fa capo alla Cura Vecchia, posta lungo l’attuale Via Opiazzi, vicino alla località Scacciacarrozza. Il centro del paese si è poi spostato nell'abitato a corona della chiesa parrocchiale sull’attuale Via Centro; quest'ultima assieme alla corrispondente Via Case Nuove e alla Provinciale, cavalcavia escluso, segna il confine — dal 1814, anno della loro contemporanea istituzione — tra i comuni di Castelvetro Piacentino e Monticelli d'Ongina.
Dirimpetto all’attuale Via Gambina vi era la strada Gambino, attualmente non più esistente, che costeggiando l’omonimo canale giungeva ai resti dell'antico Monastero e oratorio dei Cistercensi.

## Storia

### Parrocchia
San Pietro in Corte è un toponimo riferito ad una chiesa dedicata all'apostolo Pietro ubicata in una corte, nello specifico quella di Cogollo, una delle quattro corti regie dell'Oltrepò; esse vennero donate da Carlo Magno all'episcopio cremonese. 

Il primo riferimento è un atto del 13 agosto 767, in cui il giudice Lundisveo rilascia la corte di Castrum Vetere (Castelvetro Piacentino) al Capitolo di Cremona in cambio di alcuni beni nel luogo allora detto Corte di San Pietro. Meno importante di Castelvetro, in un atto del 6 febbraio 1052 la località è chiamata Curticelle (piccola corte); in un successivo dell'8 novembre 1108 si legge: Ecclesia Sancti Petri, ubi dicitur Curtexella, prima citazione della chiesa.

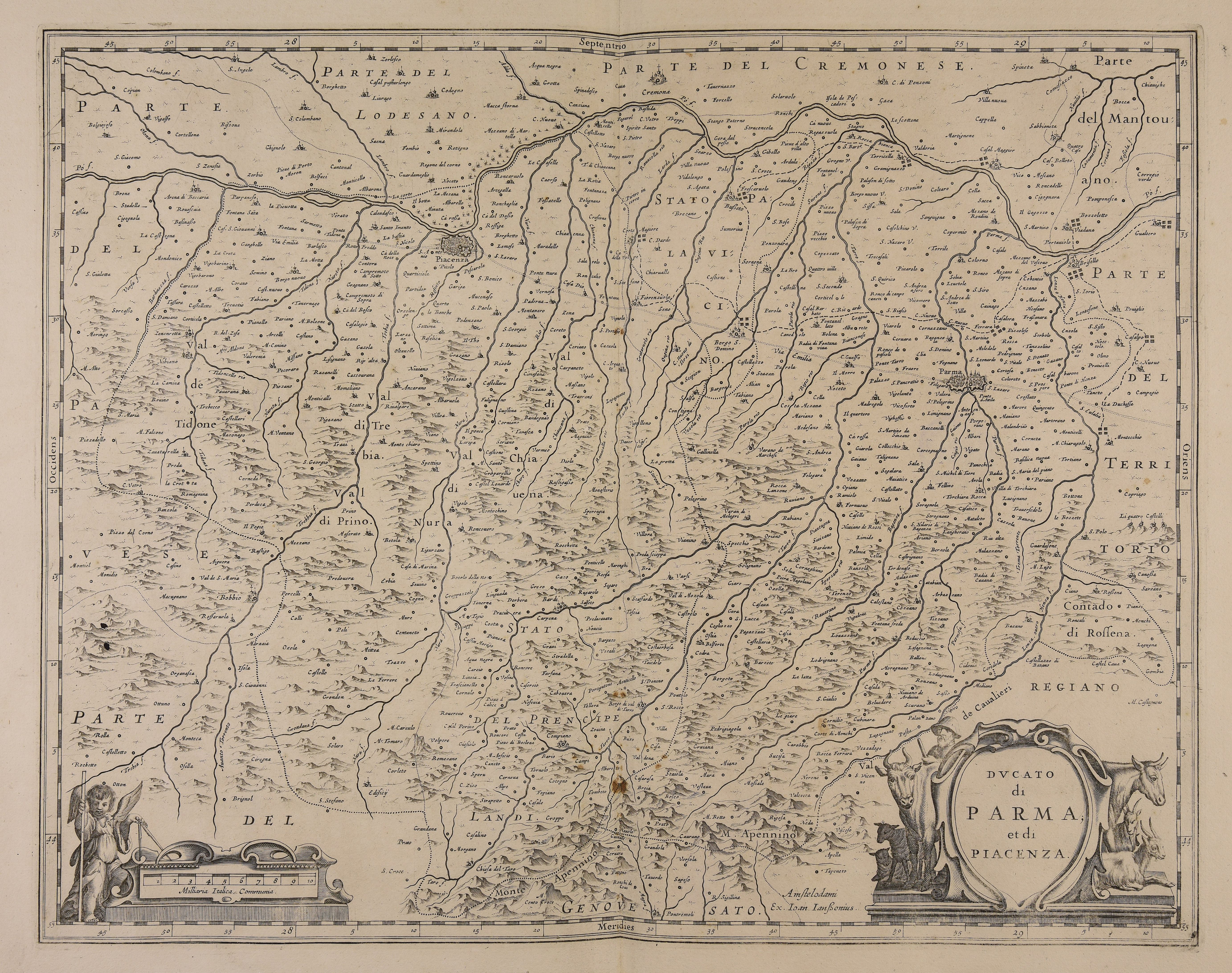
Ducato di Parma e Piacenza nel 1640. Si noti il solo toponimo San Pietro, e anche la località di Treppi, successivamente distrutta da un'alluvione del fiume Po.

Da un atto del 12 aprile 1059 si ha la presenza di un castello a San Pietro in Corte (Castrum Curticellis), la cui chiesa era una prepostura della diocesi di Cremona. Appare lecito dunque ipotizzare che il borgo si sia formato attorno alla rocca in epoca medievale.

La secolare appartenenza del territorio al vescovo di Cremona, che vi esercitava giurisdizione anche temporale tramite vassalli, è testimoniata storicamente. Dell'11 febbraio 1221 è un'investitura del vescovo Oberto, a favore di esponenti della famiglia Dovara, di possedimenti in varie località tra cui San Pietro in Corte.
La giurisdizione dei Comuni non era ancora subentrata a quella vescovile quando a San Pietro in Corte sorse un'abbazia di Cistercensi; a loro si attribuisce una razionale opera di bonifica che abbracciò una vasta area del basso piacentino, comprendente sicuramente anche San Giuliano. Dell’abbazia rimangono pochi ruderi presso l’attuale Cavo Gambina (anticamente Rio Gambino).
Dopo la scomparsa del castello e successivo frazionamento del feudo, la prepostura divenne una semplice chiesa rurale. Con la bolla di Eugenio IV (9 luglio 1436) passava alla collegiata di Busseto; con la bolla di Paolo II (6 febbraio 1470) veniva aggregata alla collegiata di Monticelli d'Ongina, e declassata a chiesa curata sottomessa alla prepostura di San Lorenzo. Tale situazione si protrarrà oltre il 1601, anno di costituzione della diocesi di Fidenza. Solo la bolla di Pio IX del 26 aprile 1856 accoglieva l'istanza del parroco Pietro Demaldè conferendo a lui e successori il titolo di vicario perpetuo.
Il territorio parrocchiale attuale risale al decreto vescovile 23 gennaio 1975, con l'incorporazione pressoché totale della soppressa parrocchia di Villa Diversi.

### Chiese e oratori soppressi

#### Chiesa parrocchiale vecchia
Venne edificata attorno al Mille in località Cura Vecchia, e demolita per vetustà agli inizi del secolo XVIII. 

#### Monastero e oratorio dei Cistercensi
Vennero eretti nel sec. XIV al termine della strada Gambino, e successivamente soppressi nel 1805.

#### Oratorio di San Carlo Borromeo
Fu edificato per volere di Battista Fadelli nel 1614, ed in seguito donato nel 1624 ai frati Serviti.

#### Oratorio della Beata Vergine, degli Angeli Custodi e di San Francesco di Assisi (poi chiesa dei frati Serviti)
Fondato nel 1617 da Giovanni Francesco Faerni, poi donato nel 1624 ai frati Serviti, che vi eressero il loro convento; in seguito ottennero anche l’Oratorio di San Carlo Borromeo, perché più grande e idoneo. Ebbero dunque nel 1625 dal Faerni figlio, Alessandro, la facoltà di demolire sia l'oratorio del padre che l'attiguo convento e riutilizzarne i materiali per edificare un nuovo convento presso quello di San Carlo.
Dediti in particolare alla devozione alla Madonna Addolorata, i Serviti ne posero una statua in una cappella del loro convento; anche la devozione popolare era forte, a tal punto che nemmeno l'erezione della nuova Chiesa parrocchiale (1713) spostò verso di sé il flusso di fedeli.
Nel 1806 Napoleone Bonaparte soppresse gli Ordini Religiosi; convento e oratorio dei Serviti caddero in rovina, ma alcune testimonianze furono trasferite alla Chiesa parrocchiale, in particolare la statua della Madonna Addolorata. Nello stesso anno, con Rescritto del Padre Generale dei Serviti del 30 agosto, venne istituita la Confraternita dell'Addolorata.

#### Oratorio della Beata Vergine Assunta e di San Rocco, dettodel Gazzino
Con atto notarile del 27 ottobre 1572 viene istituito dal marchese Gilberto Pallavicino un pio legato, con l'onere di celebrare messe di suffragio. Il testatore dispose inoltre che, dopo la sua morte, il figlio e unico erede Giulio erogasse un'ulteriore somma di denaro; e il figlio dette più ampia esecuzione alla volontà paterna facendo erigere in località Gazzino tra San Pedretto e San Giuliano un oratorio pubblico. Nell'atto di fondazione del 10 dicembre 1576 egli dispose, tra l'altro, che il diritto di patronato spettasse ai figli della sorella Cornelia, moglie del conte Giulio Roncovieri di Cremona. Sempre al 1576 risale anche un dipinto a olio su tela che decorava l’interno dell'edificio, realizzato dal pittore cremonese Vincenzo Campi, su commissione dei nobili Roncovieri di Cremona, signori del Colombarone, poi trasferito alla chiesa parrocchiale e attualmente esposto al museo diocesano di Fidenza. 
Dopo molti anni di abbandono, l'oratorio venne demolito nel 1966.

#### Oratorio di San Giuseppe Sposo di Maria
Posto in località Villa Diversi, fu fatto costruire dai fratelli don Giulio Cesare, Giovambattista e Giovanni Angelo Guzzoni con autorizzazione del vescovo Gherardo Zandemaria del 20 giugno 1731. Destinato a parrocchiale nel 1913 della costituita parrocchia di Villa Diversi, fu demolito nel 1930 per erigere una nuova chiesa.

#### Chiesa di San Nicola da Bari in San Giuseppe
Era la chiesa parrocchiale di Villa Diversi, e venne costruita tra il 1930-31 per iniziativa del prevosto Egisto Caraffini. Soppressa la parrocchia con decreto vescovile del 21 gennaio 1968, divenne sussidiaria alla parrocchiale di San Pietro in Corte, e sconsacrata nel 1976.

### Chiesa di S. Pietro Apostolo
Fortemente voluta da don Leo Gabbiani, su progetto dell'architetto cremonese Giovanni Palmieri, e costruita a spese delle confraternite del Santo Rosario e del Santissimo Sacramento, risale al 1713; è ad una sola navata in stile post-barocco. È dedicata a San Pietro Apostolo e dal 1895 anche santuario diocesano della Beata Vergine Addolorata per l’immagine della Madonna ivi trasferita dal soppresso convento dei Serviti.
Nel 1807 venne rifatta la facciata sul progetto originale, cioè divisa in tre spazi delimitati da paraste; la parte centrale termina ad arco, ed è sormontata da una cimasa con frontone triangolare alla sommità e due fiaccole laterali alle estremità.
Fondato su terreno cedevole, l'edificio ha sempre necessitato lavori di consolidamento; in una di queste occasioni, nel 1921, l'interno è stato completato con decorazioni pittoriche del cremonese Silvio Verdelli.
Nel 1954 venne costruito il pronao di ingresso, su progetto dell'architetto cremonese Vito Rastelli.
Il campanile, a forma di matita e più volte rifatto nei secoli, è ornato nella parte superiore da fregi in cotto. Alla sua base tre lapidi riportano gli interventi degli ultimi due secoli, mentre il concerto campanario attuale risale al 1995.

## Eventi
- Festa dell'Addolorata: Sagra tradizionale, 3ª domenica di settembre.

## Monumenti e luoghi di interesse
- Chiesa di San Pietro Apostolo[25] e Santuario della Beata Vergine Addolorata[26].

## Curiosità
Attualmente i due comuni di Castelvetro Piacentino e Monticelli d'Ongina assegnano differenti denominazioni alle rispettive parti del paese e della Provinciale, ovvero San Pedretto e Via Provinciale per il primo, e San Pietro in Corte e Via San Pietro in Corte Secca per il secondo.

## Galleria di immagini
|  |